# Auguste Delacroix (compositeur)
Pour les articles homonymes, voir Auguste Delacroix et Delacroix.
Auguste Delacroix, né à Marseille le 27 décembre 1871 et mort à Paris 7e le 16 mai 1936, est un compositeur, violoniste et pianiste français.

## Biographie
Auguste Delacroix naît à Marseille le 27 décembre 1871.
Il commence ses études musicales au Conservatoire de sa ville natale, le violon avec L. Aubert et le piano avec Tedesco, puis entre au Conservatoire de Paris, où il est élève d'Antoine Taudou en harmonie et d'Ernest Guiraud en composition.
En 1891, Delacroix demeure au 62, rue de La Rochefoucauld à Paris, il est professeur de violon.
Comme pianiste, il crée le 15 mai 1905 au théâtre des Mathurins les deux premières mélodies des Trois chansons de France, L 115, de Claude Debussy, accompagnant Camille Fourrier, puis la troisième des Trois mélodies, L 85, à la Salle de géographie, le 6 décembre 1905, en compagnie de la même chanteuse. Toujours au piano, il crée la troisième partie de La Mer dans une transcription du compositeur pour piano à quatre mains le 6 février 1906 à la Salle des Agriculteurs, puis dans une transcription intégrale d'André Caplet pour deux pianos à six mains le 6 mars 1908 au Cercle musical, avec Marcel Chadeigne et Jean Roger-Ducasse.
Il est quelque temps premier violon aux Concerts Lamoureux puis chef de chant à l'Opéra de Paris, à partir du 1er janvier 1910.
Il est mobilisé durant la Première Guerre mondiale. Tandis qu'il est au front en Champagne, son poème symphonique Les Roses est joué avec succès lors du Premier festival de musique française le 16 juin 1916 salle Gaveau, sous la direction de Francis Casadesus,,.
Comme compositeur, Auguste Delacroix est notamment l'auteur de nombreuses musiques pour piano publiées à Paris dans les années 1900.

## Œuvres

### Musique de scène
- Tricoche et Cacolet, musique de scène pour la comédie de Henri Meilhac et Ludovic Halévy (1914)

### Musique pour piano
- Les Chevaux de bois (1903)
- Varésa (1903)
- Evocation (1903)
- Illuminée (1903)
- Trois Petits Pâtés, minuetto (1903)
- Chryseia (1904)
- Cortège et chants de jeunes grecques (1904)
- Pékin de Bahut (1904)
- Impromptu en la majeur (1908)
- Air de ballet (1913)
- D'un tendre cœur (1913)
- Scherzo en fa dièse mineur (1913)
- Zarzita (1913)
- Chanson créole (1914)
- Ainsi chantait le troubadour (1914)
- Sarabande, en si mineur (1914)
- Les Chemins où je la suivais (1914)
- Offrande (1915)

### Musique chorale
- Héroïsme de l'armée française (1899)

### Mélodies
- La Chanson qu'elle aimait, paroles de Frédéric Rose (1899)